# 빌리 마이어

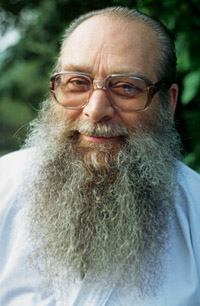

빌리 에두아르트 알베르트 마이어(독일어: "Billy" Eduard Albert Meier, 1937년 2월 3일 ~ )는 외계인 접촉자라고 주장하는 스위스 국적의 사람이다. 수백종류의 UFO사진을 공개했다. 조작의혹이 있었지만 명확하게 밝혀지지는 않았다.